# ニコール・ストット
ニコール・ストット（Nicole Marie Passonno Stott、1962年11月19日-）はアメリカ合衆国の技術者で、アメリカ航空宇宙局の宇宙飛行士である。国際宇宙ステーションへの第20次長期滞在、第21次長期滞在でフライトエンジニアを務め、STS-129ではミッションスペシャリストを務めた。STS-133でもミッションスペシャリストを務めた。

## 初期の人生と教育
ストットはニューヨーク州オールバニで生まれ、フロリダ州クリアウォーターで成長した。1987年にエンブリー・リドル航空大学を卒業し、1992年にセントラルフロリダ大学で経営工学の修士号を取得した。1987年からウエストパームビーチのプラット・アンド・ホイットニーで構造設計技術者として仕事を始めた。彼女は1年間、新しいジェットエンジンの部品の開発に携わった。

## NASAでのキャリア

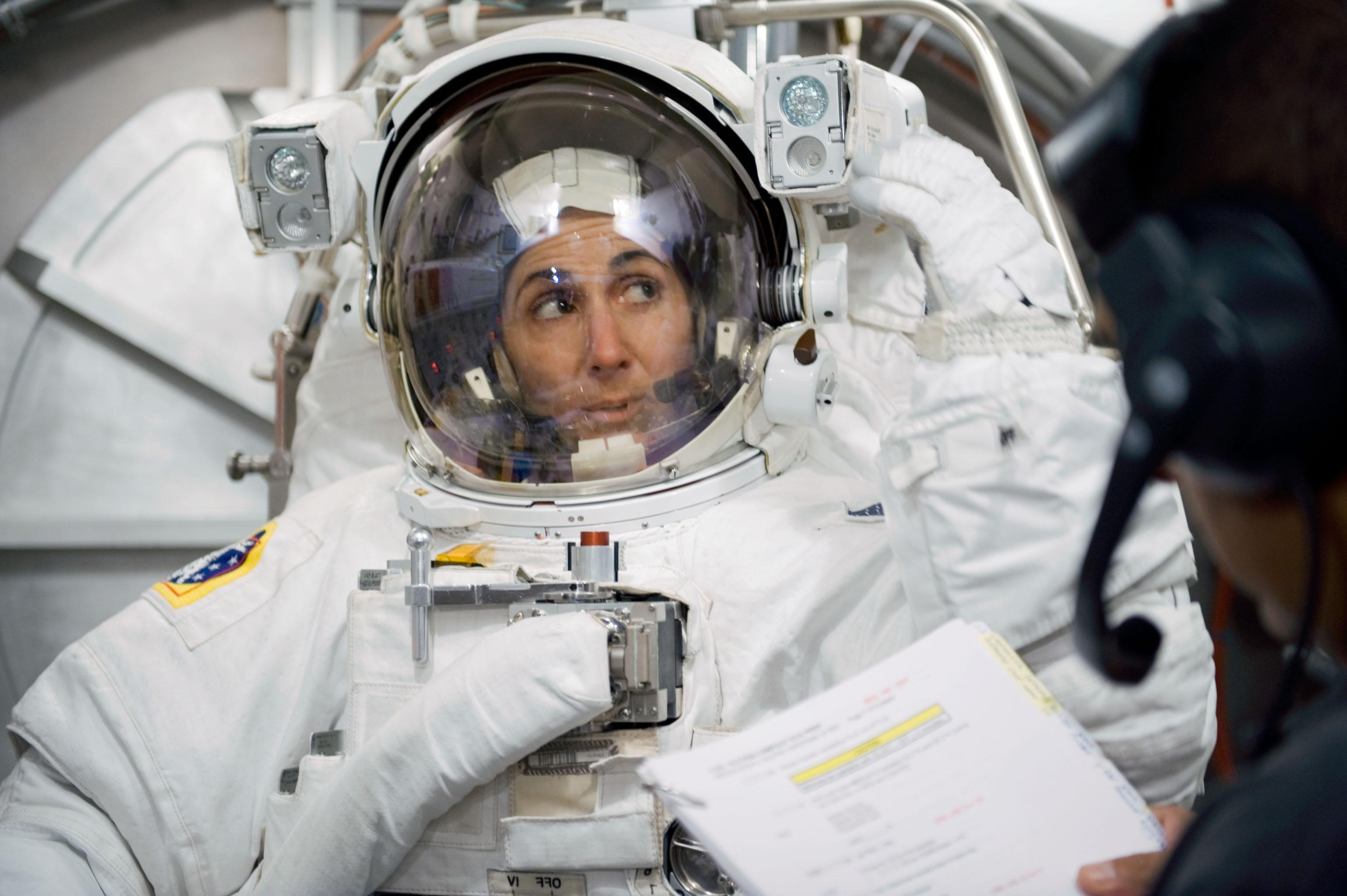
宇宙服を合わせるニコール・ストット

1988年、ストットはケネディー宇宙センターのオービタ組立て施設で働き始めた。6ヶ月後、彼女はシャトルの組立ての全体の流れを効率的に管理する責任者になり、改善の効果を測定する指標も作成した。またAMEXとNASAの合同プロジェクトで、Ground Processing Scheduling System（GPSS）という合理的なスケジューリング用ツールも開発した。GPSSはKSCで使われた他に、ソフトウェアとして市場でも成功した。最後の2年間は、国際宇宙ステーションのハードウェアの開発に携わるためカリフォルニア州ハンティントンビーチに移り、ボーイングで建設中のISSのトラスの設計に携わった。1998年にヒューストンのジョンソン宇宙センターに移り、スペースシャトル着陸訓練機でフライトシミュレーションエンジニアを務めた。
2000年7月にNASAからミッションスペシャリストの候補に選ばれ、8月から候補者の訓練を行った。2年間の訓練と評価の後、彼女は宇宙飛行士としてステーションのペイロードの評価の仕事を行った。
第10次長期滞在では、通信管制員及び交代要員も務めた。
2006年4月には、彼女はNASAの極限環境ミッションであるNEEMO9に参加し、6人で18日間に渡って海中の研究施設で過ごした。
2009年8月からはSTS-128によりISSに向けて出発し、第20次長期滞在および第21次長期滞在を行い、STS-129により帰還した。この中でHTV（宇宙ステーション補給機）技術実証機の捕捉を行う一方、宇宙からHTV運用チームのために寿司の出前をした。
また、STS-133にも参加した。

### 宇宙からの初めての生ツイート
2009年10月21日、ニコール・ストットと、同じ第21次長期滞在の乗組員であるジェフリー・ウィリアムズは、ワシントンD.C.にあるNASAの本部に集まった大衆に向かって、宇宙ステーションから初めてTwitterへの投稿を行った。これは、宇宙飛行士による初めての生のTwitterでもあった。ただし以前にもスペースシャトルやISSの乗組員からのメッセージを受け取って、地上の管制職員が替わりにインターネットを通してTwitterに投稿することはあった。